# Trọng lực Mặt Trăng

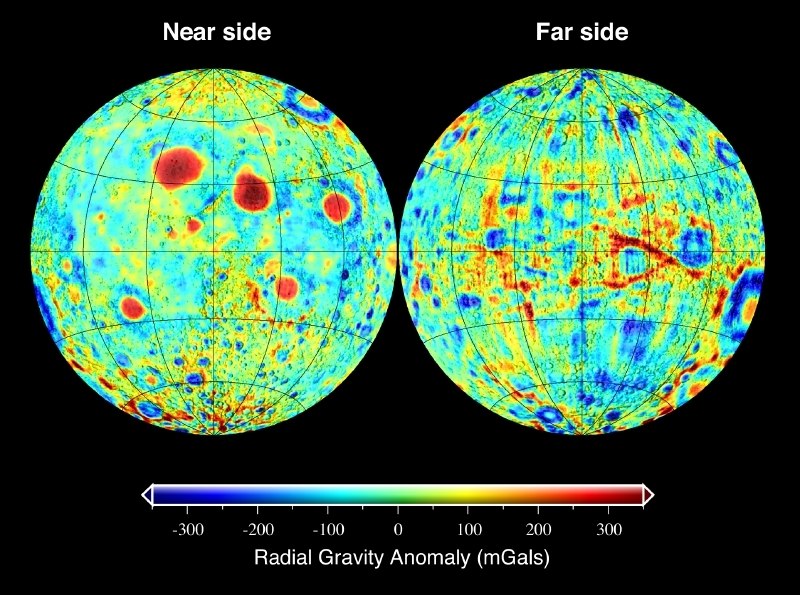
Dị thường trọng lực xuyên tâm ở bề mặt Mặt Trăng trong Gal (gia tốc)

Gia tốc trọng trường trên bề mặt Mặt Trăng là khoảng 1,625 m/s2 khoảng 16,6% so với trên bề mặt của Trái Đất hoặc 0,166 ɡ. Trên toàn bộ bề mặt, sự thay đổi của gia tốc trọng trường là khoảng 0,0253 m/s2 (1,6% gia tốc trọng trường). Do trọng lượng phụ thuộc trực tiếp vào gia tốc trọng trường, nên những thứ trên Mặt Trăng sẽ chỉ nặng 16,6% (≈ 1/6) so với trọng lượng của chúng trên Trái Đất.

## Trường hấp dẫn
Trường hấp dẫn của Mặt Trăng đã được đo bằng cách theo dõi các tín hiệu vô tuyến phát ra từ tàu vũ trụ quay quanh. Nguyên lý được sử dụng phụ thuộc vào hiệu ứng Doppler, theo đó gia tốc của tàu vũ trụ tầm nhìn có thể được đo bằng các dịch chuyển nhỏ về tần số của tín hiệu vô tuyến và đo khoảng cách từ tàu vũ trụ đến trạm trên Trái Đất. Do trường hấp dẫn của Mặt trăng ảnh hưởng đến quỹ đạo của tàu vũ trụ, người ta có thể sử dụng những dữ liệu theo dõi này để phát hiện dị thường trọng lực. Tuy nhiên, do vòng quay đồng bộ của Mặt Trăng, không thể theo dõi tàu vũ trụ từ Trái Đất vượt xa các rìa của Mặt Trăng, cho nên đến khi nhiệm vụ của Phòng thí nghiệm Phục hồi và Nội thất (GRAIL) gần đây, trường trọng lực phía xa vẫn chưa được biết chính xác.

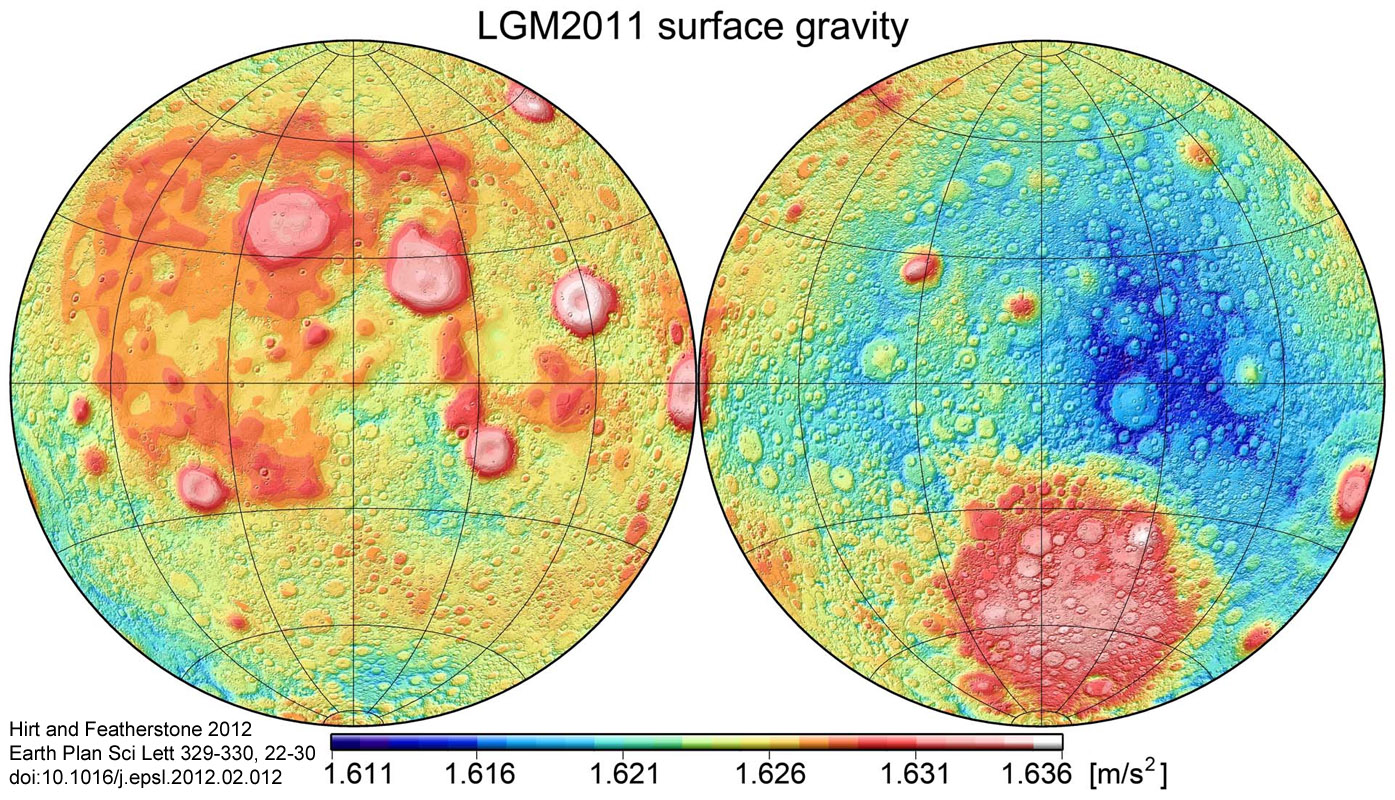
Gia tốc trọng trường ở bề mặt Mặt Trăng tính bằng m/s. Gần bên trái, xa bên phải. Bản đồ từ Lunar Gravity Model 2011.

Một đặc điểm chính của trường hấp dẫn của Mặt Trăng là sự hiện diện của mascons, đó là những dị thường trọng lực dương lớn liên quan đến một số hố va chạm khổng lồ. Những dị thường này ảnh hưởng đáng kể đến quỹ đạo của tàu vũ trụ quanh Mặt trăng và một mô hình hấp dẫn chính xác là cần thiết trong kế hoạch của cả hai nhiệm vụ có người lái và không người lái. Chúng ban đầu được phát hiện bằng cách phân tích dữ liệu theo dõi Lunar Orbiter: các thử nghiệm điều hướng trước chương trình Apollo cho thấy lỗi định vị lớn hơn nhiều so với thông số kỹ thuật của nhiệm vụ.
| Nhiệm vụ              | ID    | Số | Nguồn gốc  | Năm       |
| Lunar Orbiter 1       | LO1   | 1  | Mỹ         | 1966      |
| Lunar Orbiter 2       | LO2   | 1  | Mỹ         | 1966–1967 |
| Lunar Orbiter 3       | LO3   | 1  | Mỹ         | 1967      |
| Lunar Orbiter 4       | LO4   | 1  | Mỹ         | 1967      |
| Lunar Orbiter 5       | LO5   | 1  | Mỹ         | 1967–1968 |
| Vệ tinh phụ Apollo 15 | A15   | 1  | Mỹ         | 1971–1972 |
| Vệ tinh phụ Apollo 16 | A16   | 1  | Mỹ         | 1972      |
| Clementine            | Cl    | 1  | Mỹ         | 1994      |
| Lunar Prospector      | LP    | 1  | Mỹ         | 1998–1999 |
| Kaguya/SELENE         | K/S   | 3  | Nhật Bản   | 2007–2009 |
| Chang’e 1             | Ch1   | 1  | Trung Quốc | 2007–2009 |
| GRAIL                 | G     | 2  | Mỹ         | 2012      |
| Chang’e 5T1           | Ch1T1 | 1  | Trung Quốc | 2015–2018 |

| Định danh   | Độ   | ID nhiệm vụ                    | Trích dẫn |
| LP165P      | 165  | LO A15 A16 Cl LP               | [ 3 ]     |
| GLGM3       | 150  | LO A15 A16 Cl LP               | [ 4 ]     |
| CEGM01      | 50   | Ch 1                           | [ 5 ]     |
| SGM100h     | 100  | LO A15 A16 Cl LP K/S           | [ 6 ]     |
| SGM150J     | 150  | LO A15 A16 Cl LP K/S           | [ 7 ]     |
| CEGM02      | 100  | LO A15 A16 Cl LP K/S Ch1       | [ 8 ]     |
| GL0420A     | 420  | G                              | [ 9 ]     |
| GL0660B     | 660  | G                              | [ 10 ]    |
| GRGM660PRIM | 660  | G                              | [ 11 ]    |
| GL0900D     | 900  | G                              | [ 12 ]    |
| GRGM900C    | 900  | G                              | [ 13 ]    |
| GRGM1200A   | 1200 | G                              | [ 14 ]    |
| CEGM03      | 100  | LO A15 A16 Cl LP Ch1 K/S Ch5T1 | [ 15 ]    |

Mascons là một phần do sự hiện diện của dày đặc dòng chảy dung nham bazan ở vùng tối phẳng rộng chảy vào một số các lưu vực ảnh hưởng. Tuy nhiên, dòng dung nham tự chúng không thể giải thích đầy đủ các biến thể hấp dẫn và cũng cần phải nâng cấp giao diện lớp vỏ - lớp phủ. Dựa trên các mô hình hấp dẫn của Lunar Prospector, người ta đã gợi ý rằng một số mascons tồn tại không cho thấy bằng chứng về núi lửa bazan ở vùng tối phẳng rộng. Sự mở rộng khổng lồ của núi lửa bazan ở vùng tối phẳng rộng liên quan đến Oceanus Procellarum không gây ra sự bất thường về trọng lực dương. Trọng tâm của Mặt Trăng không trùng khớp chính xác với tâm hình học của nó, nhưng bị dịch chuyển về phía Trái Đất khoảng 2 km.

## Hệ số trọng lực
| nm | Jn         | Cnm        | Snm        |
| 20 | 203,3×10−6 | —          | —          |
| 21 | —          | 0          | 0          |
| 22 | —          | 22,4×10−6  | 0          |
| 30 | 8,46×10−6  | —          | —          |
| 31 | —          | 28,48×10−6 | 5,89×10−6  |
| 32 | —          | 4,84×10−6  | 1,67×10−6  |
| 33 | —          | 1,71×10−6  | -0,25×10−6 |